# Lúky pod Čierťažou
Lúky pod Čierťažou este o arie protejată (arie specială de conservare — SAC, sit de importanță comunitară — SCI) din Slovacia întinsă pe o suprafață de 65,39 ha, integral pe uscat.

## Localizare
Centrul sitului Lúky pod Čierťažou este situat la coordonatele 48°42′21″N 20°01′35″E / 48.705801°N 20.026343°E.

## Înființare
Situl Lúky pod Čierťažou a fost declarat sit de importanță comunitară în decembrie 2021.

## Biodiversitate
Situată în ecoregiunea alpină, aria protejată conține 2 habitate naturale: Formațiuni ierboase bogate în specii de Nardus, dezvoltate pe substraturi silicioase în zone montane (și în zone submontane, în Europa continentală), Fânețe de joasă altitudine (Alopecurus pratensis, Sanguisorba officinalis).
La baza desemnării sitului se află un număr nedeclarat de specii protejate.